# مايا ديرين
مايا ديرين (بالإنجليزية:  Maya Deren)‏‏ (29 أبريل 1917 - 13 أكتوبر 1961)، اسم ميلادها إليونورا ديرينكوسكي، كانت مخرجة أفلام أمريكية طليعية ومُنظِّرة أفلام في الأربعينيات والخمسينيات من القرن العشرين. كما كانت مصممة رقصات، راقصة، شاعرة، كاتبة، ومصورة.

## بداية حياتها
ولدت ديرين في كييف، أوكرانيا، لأبيها سولومون ديرينكوسكي الطبيب النفسي وأمها ماري فيدلير، التي ربما من تكون قد سمتها على اسم الممثلة الإيطالية إليونورا دوز. في عام 1922 رحلت عائلتها إلى سيراكيوز، نيويورك. وبعد وصولهم اختصر أباها اسم العائلة إلى «ديرين». وعمل طبيبًا نفسيًا في مدرسة في سيراكيوز. في عام 1928، أصبحت مايا ديرين مواطنًا أمريكيًا مُجنسًا في الولايات المتحدة الأمريكية. رحلت أمها إلى باريس لتكون مع ابنتها مايا التي ذهبت إلى مدرسة عصبة الأمم (League of Nations School) في جنيف من عام 1930 حتى 1933.

## الجامعة
بدأت ديرين دراستها في جامعة سيراكيوز حيث درست الصحافة، وهناك أصبحت ناشطة تروتسكية في عصبة الشباب الاشتراكيين وفي هذه العصبة تعرفت على جريجوري بارداك والذي تزوجته لاحقًا عندما أصبحت في الثامنة عشر من عمرها، وبعد تخرجه في عام 1935 رحلت ديرين إلى مدينة نيويورك. وأصبحت هي وزوجها ناشطان في عدة قضايا تخص الاشتراكية. ثم تخرجت من جامعة نيويورك وتطلقت من بارداك، وتم الطلاق رسميًا في عام 1939. ثم ذهبت إلى المدرسة الجديدة للدراسات الاجتماعية وحصلت على درجة الماجستير في الأدب الإنجليزي من جامعة سميث. وكانت رسالتها للدكتوراه التي أنهتها عام 1939 بعنوان «تأثير المدرسة الرمزية الفرنسية في الشعر الأنجلو-أمريكي».
بعد تخرجها من جامعة سميث، ذهبت ديرين إلى قرية جرينيتش في نيويورك، حيث عملت هناك مساعدة محرر ومصورة غير متفرغة. في عام 1941 كتبت ديرين كتابًا للأطفال عن الرقص للراقصة الأمريكية كاثرين دنهام وأصبحت فيما بعد سكرتيرتها الشخصية. ثم أصبحت شركة دنهام للرقص تعمل في لوس أنجلوس لعدة شهور للتجهيز لعمل في هوليود. وهناك قابلت المصور التشيكي المولد ألكساندر هاكنشميد (أصبح اسمه هامّيد فيما بعد) والذي أصبح زوجها فيما بعد.

## السينما

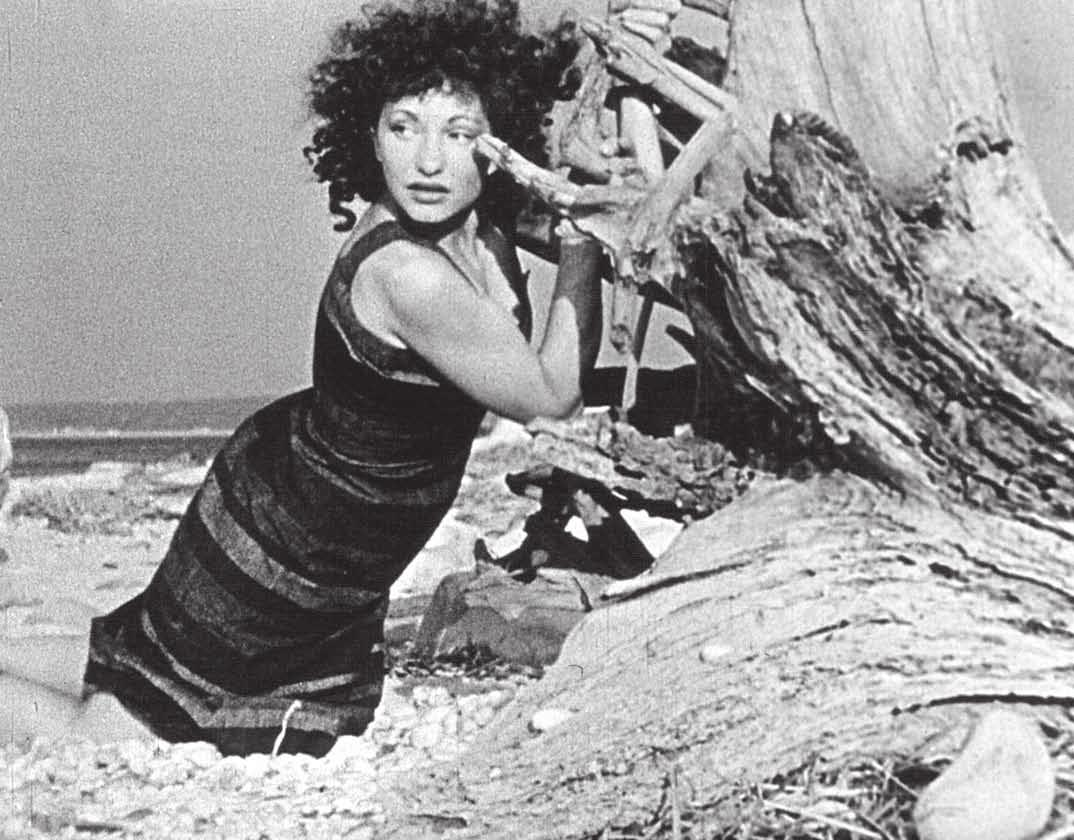
مايا ديرين في لقطة من فيلم على الأرض (1944)

كتبت ديرين العديد من المقالات والكتب، وأخرجت العديد من الأفلام الطليعية، وحصلت على جائزة زمالة غوغنهايم في عام 1947 لإبداعها في إخراج الأفلام، وتأسيسها مؤسسة الفيلم الإبداعي (Creative Film Foundation) التي ساعدت الكثيرين من صناع الأفلام التجريبيين.
في بداية الأربعينيات من القرن العشرين، وبسبب عدم توفر ميزانية لإنتاج أفلامها، أخذت ديرين بعضًا من ميراث والدها لتشتري كاميرا 16 مم مستعملة من نوعية بولكس، واستخدمت هذه الكاميرا لتصنع في عام 1943 فيلمها الأول (Meshes of the Afternoon) والذي يعتبر من أشهر أفلامها، والذي أخرجته في لوس أنجلوس بالتعاون مع زوجها هامّيد، وهو عبارة عن فيلم طليعي بحت مكون من عدة صور رمزية مثل مفتاح يسقط، باب غير مغلق، سكي في رغيف خبز، والفيلم صامت لا يحوي أي حوارات، والموسيقى تم عزفها بواسطة زوج ديرين الثالث تيجي إيتو وتمت إضافتها للفيلم في عام 1952.
في عام 1943 بدأت في استعمال اسم «مايا ديرين»، مايا هو اسم أم بوذا كما أنه الاسم الدارمي لمفهوم يعني الطبيعة الخادعة للحقيقة، وفي الأساطير اليونانية مايا هي أم هيرميز وهي من آلهة الجبال والحقول. كما أنها في نفس العام بدأت في عمل فيلم مع مرسيل دتشامب اسمه «ساحرات كرادل» لكنه لم يتم.
في عام 1944 أخرجت ديرين فيلمها الثاني (At Land). وفي العام التالي أخرجت (A Study in Choreography for the Camera)، وفي العام الذي يليه أخرجت (Transfigured Time) والذي اكتشفت فيه الخوف من الرفض وحرية التعبير في الطقوس المتجاهلة. في عام 1947 حصلت على جائزة «العمل الإبداعي في مجال الصور المتحركة» عن زمالة غوغنهايم، وحصلت على الجائزة الكبرى في مهرجان كان السينمائي عن فيلمها (Meshes of the Afternoon). وفي العالم التالي أخرجت ديرين فيلم (Meditation on Violence). والذي أدى فيه تشاو-لي تشي أداءً فيه بعض حركات الفنون القتالية. وفي 1958 تعاونت ديرين مع مدرسة باليه أوبرا ميتروبوليتان ومع أنتوني تدور لإنتاج (The Very Eye of Night).
طوال الفترة التي عملت فيها ديرين في السينما، كانت تهاجم هوليود وذلك لاحتكارها السينما الأمريكية كاملةً، وقالت مرة: «أنا أصنع أعمالي بتكلفة تساوي التكلفة التي تنفقها هوليود على أحمر الشفاه».

## هاييتي والفودو
عندما قررت مايا ديرين أن تقوم بعمل فيلم إثنوجرافي في هايتي، تم نقدها لأنها بذلك تهجر صناعة الأفلام الطليعية التي سببت لها الشهرة، لكنها كانت مستعدة لدخول مرحلة فنية جديدة. والمنحة المالية التي حصلت عليها من زمالة غوغنهايم ساعدتها في تمويل رحلتها إلى هايتي ولتكمل فيلمها (Meditation on Violence)، وقد ذهبت هناك ثلاثة رحلات إضافية في عام 1954 لكي تقوم بتسجيل وتوثيق طقوس الفودو.

## روابط خارجية
- مايا ديرين على موقع IMDb (الإنجليزية)
- مايا ديرين على موقع ميتاكريتيك (الإنجليزية)
- مايا ديرين على موقع الموسوعة البريطانية (الإنجليزية)
- مايا ديرين على موقع روتن توميتوز (الإنجليزية)
- مايا ديرين على موقع ألو سيني (الفرنسية)
- مايا ديرين على موقع ميوزك برينز (الإنجليزية)
- مايا ديرين على موقع تيرنر كلاسيك موفيز (الإنجليزية)
- مايا ديرين على موقع أول موفي (الإنجليزية)
- مايا ديرين على موقع قاعدة بيانات الأفلام السويدية (السويدية)
- مايا ديرين على موقع ديسكوغز (الإنجليزية)